# Andrezinho (calciatore 1995)
André Filipe Carneiro Leal, noto semplicemente come André Leal o con lo pseudonimo Andrézinho (Paredes, 6 agosto 1995), è un calciatore portoghese, centrocampista del São João de Ver.

## Caratteristiche tecniche
È un trequartista.

## Carriera
Cresciuto nelle giovanili del Paços Ferreira, ha esordito in prima squadra il 24 settembre 2014 disputando l'incontro di Taça da Liga perso 4-2 contro l'União Madeira.

## Statistiche

### Presenze e reti nei club
Statistiche aggiornate al 26 dicembre 2018.
| Stagione        | Squadra         | Campionato      | Campionato | Campionato | Coppe nazionali | Coppe nazionali | Coppe nazionali | Coppe continentali | Coppe continentali | Coppe continentali | Altre coppe | Altre coppe | Altre coppe | Totale | Totale | Totale |
| Stagione        | Squadra         | Comp            | Pres       | Reti       | Comp            | Pres            | Reti            | Comp               | Pres               | Reti               | Comp        | Pres        | Reti        | Pres   | Reti   |        |
| --------------- | --------------- | --------------- | ---------- | ---------- | --------------- | --------------- | --------------- | ------------------ | ------------------ | ------------------ | ----------- | ----------- | ----------- | ------ | ------ | ------ |
| 2014-2015       | Paços Ferreira  | PL              | 5          | 0          | CP+CdL          | 0+1             | 0               |                    | -                  | -                  |             | -           | -           | 6      | 0      |        |
| 2015-2016       | Paços Ferreira  | PL              | 28         | 2          | CP+CdL          | 1+3             | 0               |                    | -                  | -                  |             | -           | -           | 32     | 2      |        |
| 2016-2017       | Paços Ferreira  | PL              | 21         | 3          | CP+CdL          | 0+3             | 0               |                    | -                  | -                  |             | -           | -           | 24     | 3      |        |
| 2017-2018       | Paços Ferreira  | PL              | 15         | 0          | CP+CdL          | 0+3             | 0               |                    | -                  | -                  |             | -           | -           | 18     | 0      |        |
| 2018-2019       | Paços Ferreira  | LdH             | 0          | 0          | CP+CdL          | 0+2             | 0               |                    | -                  | -                  |             | -           | -           | 2      | 0      |        |
| Totale carriera | Totale carriera | Totale carriera | 69         | 5          |                 | 13              | 0               |                    | -                  | -                  |             | -           | -           | 82     | 5      |        |